# Фіт-фіт
Фіт-фіт або фір-фір (геез ፍርፍር firfir; ፍትፍት fitfit) — це еритрейська та ефіопська страва, яка зазвичай подається на сніданок. Вона, як правило, готується з подрібненим плоским хлібом, заправляється топленим маслом (так званим селітровим кібе амхарською або тесмі мовою тигринья), і гострою спецією Бербере. Є два основні сорти Фіт-фіту, в залежності від типу коржів, які використовуються: з квасного тіста «інжера» (або таіта) і прісний «кіча» (Kita амхарською).

## Фіт-фіт з інжери
Фіт-фіт з інжери (також Enjera fetfet; також « taita fit-fit мовою тигринья») — це комбінація подрібнених інжер, берберів, цибулі та освітленого масла. Варіації цього основного рецепта є різні, в яких ім'я додаткового елемента зазвичай використовується як префікс. Наприклад, якщо додати «широ» (пюре нута), то отримана чтрава називатиметься Широ-фіт-фіт. Якщо додати бульйон (мерек), його можна було б назвати Мерек-фіт-фіт. В Еритреї часто добавляються залишки м'ясних соусів (zighni або tsebhi), які додають до інжерної суміші і подають на сніданок із сирим перцем чилі та йогуртом у вигляді гарніру. Аналогічним чином, в Ефіопії, залишки wat використовуються як основний інгредієнт разом з інжерою.
Інжера фіт-фіт можна їсти ложкою, коли подають у миску або їдять правою рукою, коли подають поверх іншого шматку інжери, як це характерно для ефіопської або еритрейської кухні.

## Кіча фіт-фіт

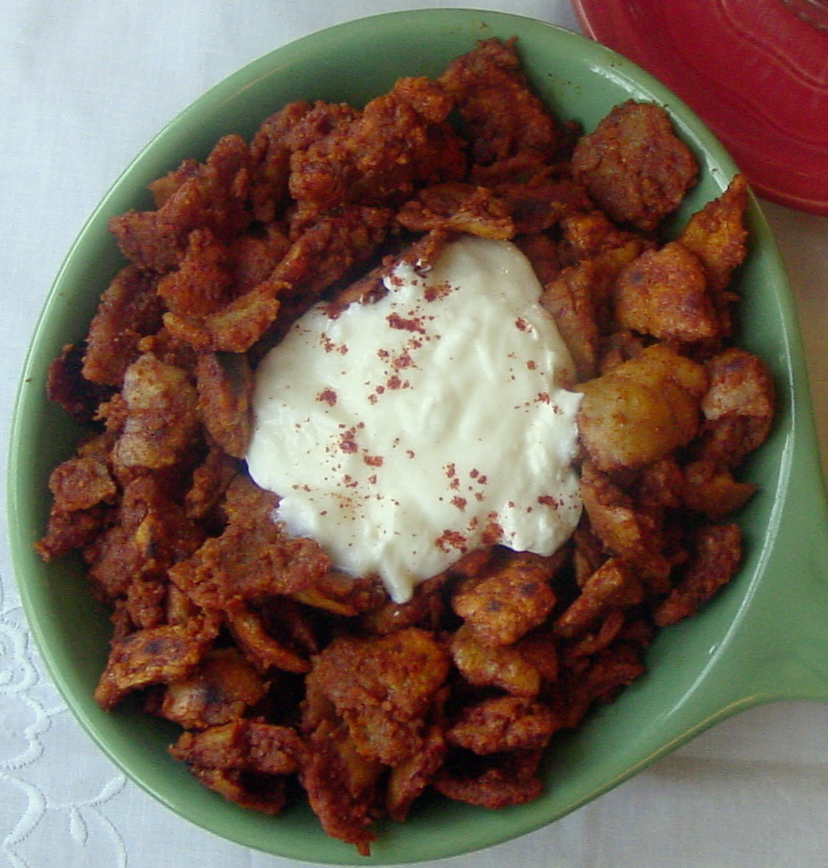
Kitcha fit-fit подається з черпаком свіжого йогурту і поливається berbere (спеції).

Кітта фер-фер (варіації в Ефіопії: kita fer-fer, kita fir-fir, також відомий як chechebsa в мові оромо) являє собою комбінацію з різаного kitcha (мовою тигринья) або Kitta (амхарською), Berbere і освітленого масла. Кітта-фіт-фіт іноді подається зі звичайним йогуртом (урго амхарською і rug-o мовою тигринья). На відміну від більшості ефіопських страв, кітта фер-фер їдять приборами (зазвичай ложкою). Сухий різновид називається kitcha мовою тигринья(або kitta амхарською).